# A Certain Scientific Railgun
A Certain Scientific Railgun, en japonais Toaru Kagaku no Railgun (とある科学の超電磁砲, Toaru Kagaku no Rērugan), est une série de manga écrite par Kazuma Kamachi et illustrée par Motoi Fuyukawa, dont la publication a débuté en avril 2007 dans le magazine Dengeki Daioh de ASCII Media Works. Il s'agit d'un spin-off de la série de light novels A Certain Magical Index de Kazuma Kamachi, se déroulant avant et pendant les événements de l'œuvre principale. La version française est publiée par Noeve Grafx depuis 2021. 
Une adaptation en anime produite par le studio J.C.Staff est diffusée au Japon d'octobre 2009 à mars 2010, suivie d'une original video animation en octobre 2010. Une deuxième saison, A Certain Scientific Railgun S, est diffusée entre avril et septembre 2013. Une troisième saison, A Certain Scientific Railgun T, est diffusée entre janvier et septembre 2020. Une quatrième saison est en production.
Un spin-off manga intitulé Toaru Kagaku no Railgun: Astral Buddy est sérialisé dans le magazine Dengeki Daioh d'avril 2017 à juillet 2020.

## Synopsis
- A Certain Scientific Railgun :

Mikoto Misaka est la troisième Esper la plus puissante des sept Niveau 5. Elle contrôle les champs électriques et magnétiques. Cette jeune fille vit dans la partie de l'école la plus réputée de la Cité Académique et cohabite avec Shirai Kuroko, esper de Niveau 4 qui possède le don de téléportation et faisant partie de « Judgment », une organisation qui enquête pour régler les problèmes de la Cité Académique. Accompagnées par deux autres amies, Uiharu Kazari et Saten Ruiko, elles vont tenter de résoudre certains problèmes qui pourraient mettre en danger la cité tout entière.
- Astral Buddy :

L'histoire se déroule au sein de l'établissement scolaire Tokiwadai. Elle suit Shirai Kuroko et Hokaze Junko, bras droit de Shokuhou Misaki, qui vont devoir s'allier pour résoudre un mystère qui a lieu directement au sein de leur école : l'existence d'une étrange "fille fantôme".

## Manga
Scénarisé par Kazuma Kamachi, l'auteur de A Certain Magical Index, et dessiné par Motoi Fuyukawa, le manga A Certain Scientific Railgun (とある科学の超電磁砲, Toaru Kagaku no Railgun) a commencé sa prépublication mensuelle en avril 2007 dans le magazine Dengeki Daioh. 
La version française est éditée par Noeve Grafx à partir de juillet 2021. Par la suite, la série a été dérivée en plusieurs lights novels complémentaires et a même eu le droit à son propre manga dérivé, intitulé Toaru Kagaku no Railgun: Astral Buddy (とある科学の超電磁砲レールガン外伝 アストラル・バディ, Toaru Kagaku no Rērugan: Asutoraru Badi) et publié dans le Dengeki Daioh de 2017 à 2020, réparti en quatre volumes.

## Anime

### Séries télévisées
En mars 2009, une adaptation de la série dérivée Toaru Kagaku no Railgun a été annoncée. Elle a été diffusée du 3 octobre 2009 au 20 mars 2010, et se compose de vingt-quatre épisodes. Elle mélange des épisodes originaux et l'adaptation des trois premiers tomes du manga (basé sur l'arc « Level Upper »). Huit coffrets DVD et Blu-ray sont sortis du 29 janvier au 27 août 2010. Une OAV est ensuite sortie le 29 octobre 2010.
Une seconde saison de Toaru Kagaku no Railgun a été annoncée en octobre 2012. Intitulée Toaru Kagaku no Railgun S, elle est diffusée du 12 avril au 27 septembre 2013 et mélange l'adaptation des tomes 4 à 7 du manga (basé sur l'arc des « Sisters ») ainsi que de nouveaux épisodes originaux.
En novembre 2018, la diffusion de la troisième saison de Railgun a été confirmée pour 2020. Intitulée Toaru Kagaku no Railgun T, elle est composée de 25 épisodes initialement diffusés du 10 janvier au 25 septembre 2020.
Une quatrième saison a été annoncée en février 2025.

### Musiques

#### Toaru Kagaku no Railgun
- Opening 1 : only my railgun chanté par fripSide (épisodes 1(DVD)/2(TV) à 14, ending du 1er épisode de la version TV)
- Opening 2 : LEVEL5 -judgelight- par fripSide (épisodes 15 à 23(TV)/24(DVD))
- Ending 1 : Dear My Friend ~mada minu mirai he~ (Dear My Friend －まだ見ぬ未来へ－) chanté par Elisa (épisodes 1(DVD)/2(TV) à 11, 13, 14 et 24)
- Ending 2 : Smile (you & me) chanté par ELISA, qui est en fait la seconde partie de la version longue du premier ending (épisode 12)
- Ending 3 : Real Force chanté par ELISA (épisodes 15 à 23)

#### Toaru Kagaku no Railgun OAV
- Opening : future gazer chanté par fripSide
- Ending : Special “ONE” chanté par Elisa

#### Toaru Kagaku no Railgun S
- Opening 1 : sister's noise chanté par fripSide (épisodes 1(DVD)/2(TV) à 16, ending du 1er épisode de la version TV)
- Opening 2 : eternal reality chanté par fripSide (épisodes 17 à 23(TV)/24(DVD))
- Ending 1 : Grow Slowly chanté par Yuka Iguchi (épisodes 1(DVD)/2(TV) à 4, 6 à 10, 12, 13, 15 et 16)
- Ending 2 : stand still chanté par Yuka Iguchi (épisode 11 et 14)
- Ending 3 : Links chanté par Sachika Misawa (épisode 17 à 20, 24)
- Ending 4 : Infinia chanté par Sachika Misawa (épisode 23)

#### Toaru Kagaku no Railgun T
- Opening 1 : final phase chanté par fripSide (épisodes 2 à 15, ending du 1er épisode)
- Opening 2 : dual existence chanté par fripSide (épisodes 16 à 24)
- Ending 1 : nameless story chanté par Kishida Kyoudan & THE Akeboshi Rockets (épisodes 2 à 15)
- Ending 2 : Aoarashi no Ato de chanté par sajou no hana (épisodes 16 à 25)